# KF Erzeni
Klubi Futbollit Erzeni Shijak là một câu lạc bộ bóng đá Albania đến từ Shijak. Thành lập năm 1931, câu lạc bộ đang thi đấu ở Giải bóng đá hạng nhất quốc gia Albania, nằm ở cấp độ 2 của bóng đá Albania, và chơi trên sân nhà là Sân vận động Tefik Jashari.

## Đội hình hiện tại
Tính đến 18 tháng 7 năm 2016
Ghi chú: Quốc kỳ chỉ đội tuyển quốc gia được xác định rõ trong điều lệ tư cách FIFA. Các cầu thủ có thể giữ hơn một quốc tịch ngoài FIFA.
| Số | VT | Quốc gia | Cầu thủ                     |
| -- | -- | -------- | --------------------------- |
| 1  | TM | Albania  | Sulejman Hoxha              |
| 2  | HV | Albania  | Elert Kalluci               |
| 7  | TV | Albania  | Denis Troplini (đội trưởng) |
| 8  | TĐ | Albania  | Armin Kllari                |
| 9  | TV | Albania  | Rejnaldo Troplini           |
| 10 | TĐ | Albania  | Igli Dekavelli              |
| 11 | TV | Albania  | Ermir Rezi                  |
| 19 | TV | Albania  | Armand Pasha                |
| 20 | HV | Albania  | Ermal Vathi                 |
| -- | TĐ | Albania  | Anton Lleshi                |

| Số | VT | Quốc gia | Cầu thủ            |
| -- | -- | -------- | ------------------ |
| -- | HV | Albania  | Taulant Sefgjinaj  |
| 21 | HV | Albania  | Myslim Ramilli     |
| 22 | HV | Albania  | Shaqir Stafa       |
| 3  | HV | Albania  | Mario Teqja        |
| 6  | TV | Albania  | Ervis Kllari       |
| 12 | TM | Albania  | Erildo Gjoka       |
| 15 | TĐ | Albania  | Andri Tema         |
| 17 | TV | Albania  | Noel Konduri       |
| 18 | HV | Albania  | Denis Biba         |
| 24 | HV | Albania  | Emilian Lundraxhiu |
| -- | TĐ | Albania  | Klaudio Hyseni     |